# إعادة الاتحاد (علم الكون)
في علم الكون، يشير المصطلح إعادة الاتحاد أو استئناف الاتحاد (بالإنجليزية: Recombination)‏ إلى الحقبة الزمنية التي ارتبطت فيها الإلكترونات والبروتونات المشحونة لتكوين ذرات هيدروجين متعادلة كهربائيا. بعد الانفجار العظيم، كان الكون في صورة بلازما حارة وكثيفة من الفوتونات والإلكترونات والبروتونات. كانت تلك البلازما غير مُنفذة للإشعاع الكهرومغناطيسي بسبب تشتت تومسون الناتج عن الإلكترونات الحرة، لقصر المسافة التي سيقطعها كل فوتون قبل مصادفة إلكترون. ومع تمدد الكون، تبرّد الكون إلى النقطة التي عندها أصبح تكوين الهيدروجين الطبيعي مناسبة من حيث الطاقة المطلوبة، وأصبحت الإلكترونات والبروتونات الحرة المتبقية نحو بضع أجزاء من 10,000 جزء. وبعد فترة قصيرة، تصوعت الفوتونات من المادة في الكون، وأصبحت حرة في الكون دون أن تجذبها المادة، مكونة ما يُعرف الآن بالخلفية الإشعاعية للكون. ويُعتقد أن عملية إعادة الاتحاد قد حدثت عندما كان عمر الكون 378,000 سنة تقريبًا، أو عند قيمة الانزياح الأحمر z = 1100.